# Larimar
Larimar – gemmologiczno-handlowa nazwa niebieskiej odmiany pektolitu, należących do rodziny krzemianów.
Nazwa pochodzi od imienia córki jednego z kolonizatorów Haiti, którzy przybyli tam w 1492 roku wraz z pierwszą wyprawą Kolumba. Niektórzy pochodzenie nazwy przypisują nazwie kopalni, w której został odkryty.

## Właściwości
Jest zbitą, niebieską, nieco przeświecającą odmianą pektolitu. Charakteryzuje się niekiedy niebieskimi, sferycznymi bielącym ku brzegom plamom oraz dendrytycznym wrostkom tlenków żelaza (wyglądem podobne do piórka). Krystalizuje w układzie trójskośnym. Posiada tabularny, igiełkowy, włóknisty, sferoidalny lub kolumnowy. Skupienia najczęściej drobnoziarniste lub zbite. Ma połysk szklisty, bądź jedwabisty. Kolor zawdzięcza obecności miedzi w składzie. Wykazuje fluorescencję. 

## Występowanie
Tworzy się głównie w skałach wulkanicznych. Powstaje w wyniku procesów hydrotermalnych, gdzie gorące roztwory mineralne krystalizują pektolit w pustkach i szczelinach skał. Występuje tylko w jednym miejscu na świecie - w prowincji Barahona na Dominikanie. Bardzo rzadko współwystępuje z innymi minerałami, spotykany w towarzystwie miedzi i kalcytu.

## Zastosowanie
- Stosowany do wyrobu ozdób, pamiątek, rzeźb, amuletów oraz biżuterii artystycznej, szczególnie na Dominikanie[3].
- Ceniony i poszukiwany przez kolekcjonerów.
- Szlifowany głównie kaboszonowo lub kuliście[3].